# Anaphalis horaimontana
Anaphalis horaimontana là một loài thực vật có hoa trong họ Cúc. Loài này được Masam. mô tả khoa học đầu tiên năm 1936.